# Mġarr ix-Xini

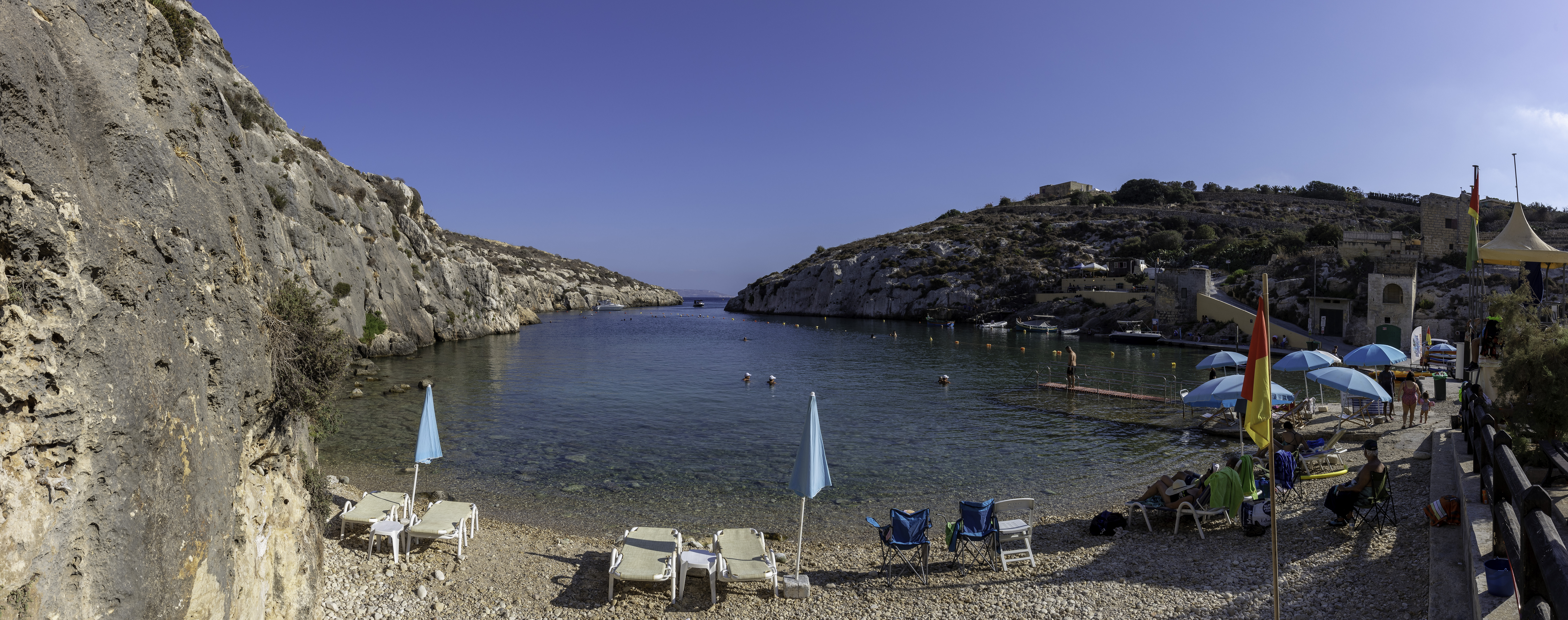
Vista panorámica.

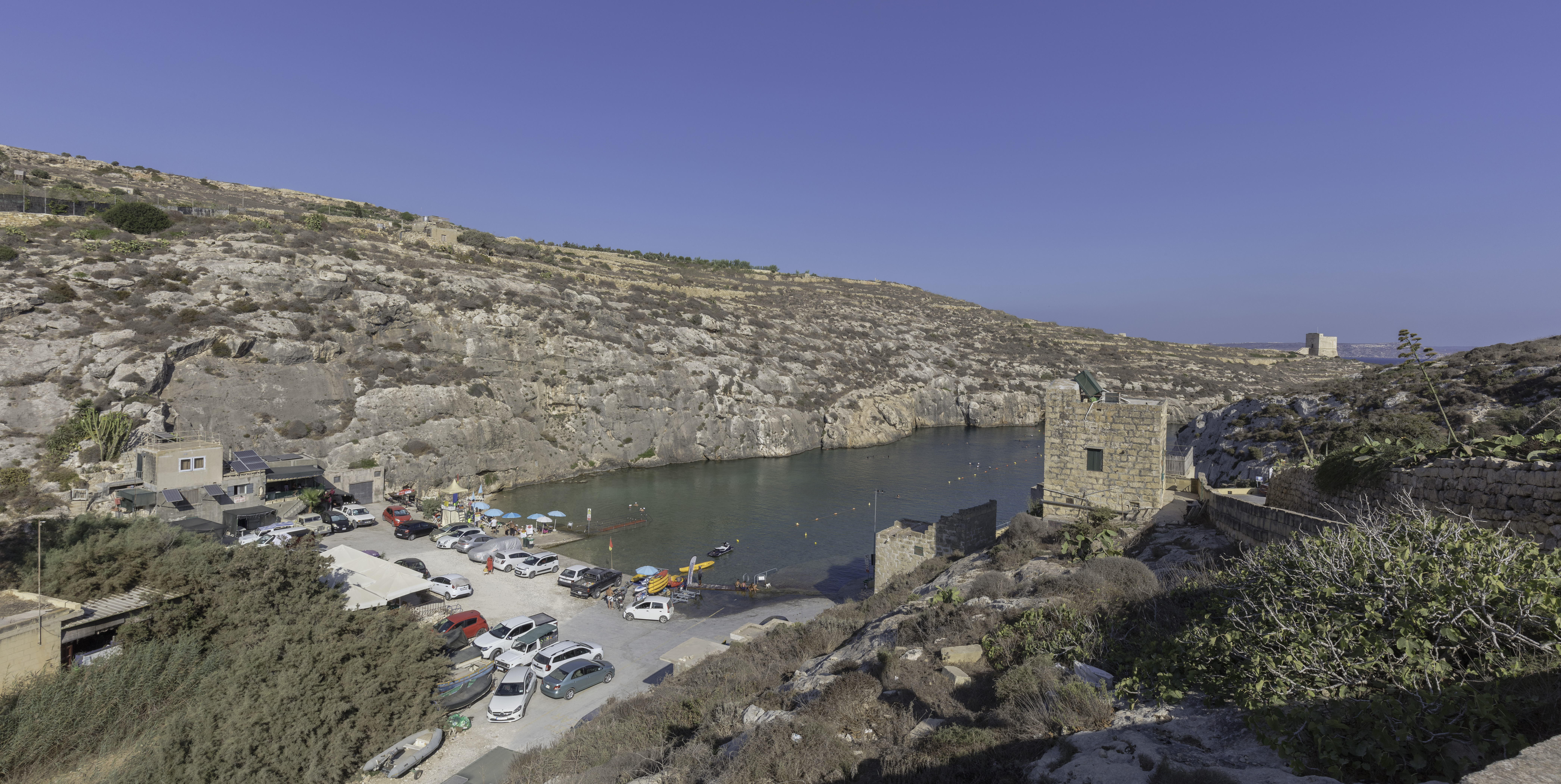
Vista de la playa y de la torre.

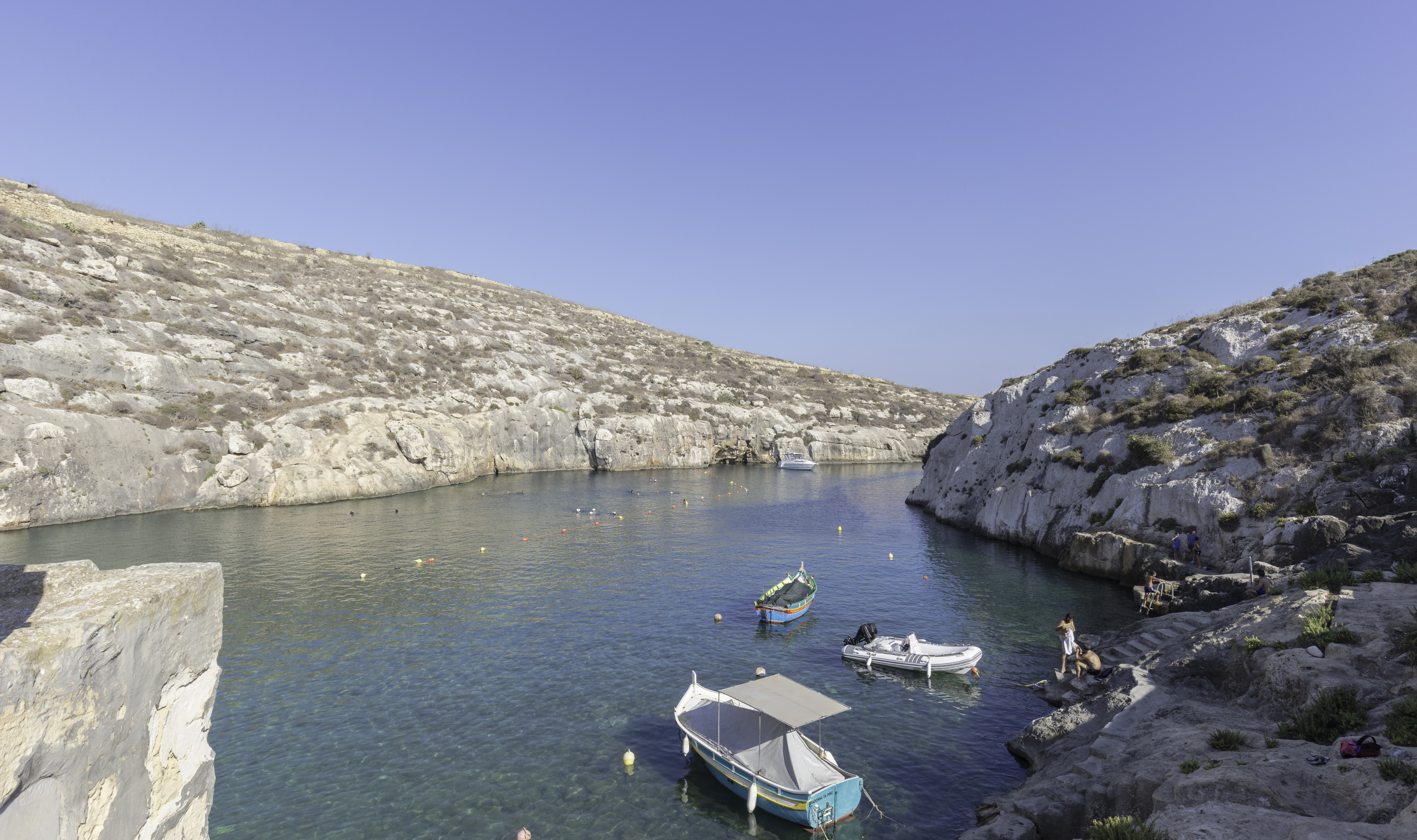
Vista desde la torre.

Mġarr ix-Xini (en maltés: L-Imġarr ix-Xini), es una bahía cercana a Għajnsielem (al suroeste), Xewkija y Sannat (al sureste) en la isla maltesa de Gozo. Se encuentra en un desfiladero al oeste del puerto de Mġarr, accesible principalmente desde el pueblo más cercano de Xewkija y también desde Sannat.

## Historia
Durante el gobierno de la Orden, sirvió como un pequeño puerto para galeras. En 1661 se construyó una pequeña torre de vigilancia para defender la zona, y ha sido restaurada varias veces en los últimos años.

## En la actualidad
Hoy en día, este lugar aislado es popular para nadar y bucear. El 12 de noviembre de 1999, el antiguo transbordador MV Xlendi se hundió deliberadamente para crear un arrecife artificial y un sitio de buceo. Sin embargo, el barco volcó mientras se hundía y terminó boca abajo. Puede ser peligroso para buzos inexpertos. 
La película titulada By the Sea, protagonizada por Angelina Jolie y Brad Pitt, fue filmada parcialmente en Mġarr ix-Xini de agosto a noviembre de 2014.